# Storbritanniens damlandslag i ishockey
Storbritanniens damlandslag i ishockey representerar Storbritannien i ishockey för damer. Laget rankades på 23:e plats på IIHF:s världsrankinglista efter VM 2008.
Den 31 mars 1990 spelade Storbritannien sina första damlandskamp i ishockey, i Geleen i Nederländerna, där man vann med 2-1 mot Nederländerna . Storbritanniens damer var rankade på 23:e plats i världen efter VM 2008.